# بيتر هوزر
بيتر هوزر (بالإنجليزية: Peter Hauser)‏ هو لاعب كرة قدم أمريكية أمريكي، ولد في 10 يونيو 1887 في Fort Reno (Oklahoma) ‏ في الولايات المتحدة، وتوفي في 21 يوليو 1935.